# Polaskia chichipe
La chichituna, chichibe, chichipe o chichitún (Polaskia chichipe) es una planta perteneciente a la familia de los cactus (Cactaceae).

## Clasificación y descripción
Plantas arborescentes de 3 a 5 m de alto, abundantemente ramificados. Tallo principal corto; ramas terminales de 7 a 9 cm de ancho, ligeramente arqueadas, de color verde claro, forma una copa compacta; presenta de 9 a 12 costillas, de 1 a 2 cm de altura de forma aguda y onduladas: aréolas de 3 a 5 mm de largo,  distantes entre sí de 0.5 a 1 cm; espinas radiales de 6 a 7, 0.3 a 1 cm de largo, subuladas, (estrechado hacia el ápice y terminado en punta fina),  rectas, grises con el ápice negro; espina central 1, de 1 a 1.7 cm de largo y alrededor de 0.1 cm de ancho. Flores de 2 a 3 cm de largo; percicarpelo de 6 a 9 mm de largo y de 0.8 a 1.2 cm de ancho de color verde, brácteas de 2 mm de largo, ovadas, carnosas, espinas menores a 1 mm de largo, tubo receptacular de aprox. 4 mm de largo, de color verde, brácteas de 3 a 4 mm de largo y 4 mm de ancho, obovadas , carnosas, apiculadas , de color pardo-rojiza con la base verde, espinas a veces 1, de 1 mm de largo; tépalos externos de 1 a 1.4 cm de largo, 0.3 a 0.5 cm de ancho, oblongos, revolutos (hojas que se encorvan por sus bordes hacia el envés o cara externa de la misma), de color blanco amarillentos; tépalos internos de 1.2 a 1.8 cm de largo y cerca de o.3 cm de ancho; estambres de 0.8 a 1. 5 cm de largo;  estilo de 1. 3 a 1.5 cm de largo. Frutos de 2 a 3.3 cm de largo y de 1.5 a 3 cm de ancho, globosos, de color rojo, aréolas caducas en la madurez, espinas de 5 a 7, de 2 a 4 mm de largo, pulpa de color rojo púrpura; semillas de 1.2 a 1.4 mm de largo.

## Distribución
Es una especie de cactácea columnar, nativa de México y endémica del valle de Tehuacán – Cuicatlán, área que comparte los estados de Puebla y Oaxaca.

## Ambiente
Es una especie característica del matorral xerófilo del valle de Tehuacán – Cuicatlán, en esta región predominan tres tipos de clima; templado (Cw),  semiárido templado (BS1) y árido semicálido (BSo), cuyas temperaturas promedio anual varían de 12 a 22 °C. y con precipitaciones anuales de 200 a 1800 mm. Esta especie ha sido encontrada en elevaciones de 1600 a 2300 m s. n. m., sobre suelos aluviones calizos y en suelos negros someros.

## Estado de conservación
Polaskia chichipe es una especie de uso múltiple, ya que sus frutos y semillas son comestibles,  es utilizada como cerca viva y como combustible.  La ganadería de caprinos es uno de los problemas existentes que afectan esta especie. Por otra parte, la basura generada en Tehuacán y Zapotitlán se deposita en esta zona en basureros clandestinos que afecta a la flora de la zona. Adicionalmente, el desarrollo de la carretera Cuaunopalan-Oaxaca ha traído problemas a la zona (Arriaga). No se encuentra dentro la NOM-059-ECOL-2010 de la SEMARNAT. Especie de preocupación menor dentro de la lista de la UICN. 